# Alejandro Hohberg
Alejandro Hohberg González (Lima, 20 agosto 1991) è un calciatore peruviano, centrocampista dell'Universidad César Vallejo e della Nazionale peruviana.

## Biografia
È nipote dell'ex-calciatore argentino-uruguaiano Juan Hohberg.

## Carriera

### Club
Dopo essere cresciuto nelle giovanili del Peñarol, gioca con Rentistas e Torque in Uruguay e Melgar, Universidad San Martín e Universidad César Vallejo in Perù.

### Nazionale
Viene convocato per la Copa América Centenario negli Stati Uniti.